# Greatest Kiss
Greatest Kiss – album kompilacyjny amerykańskiej grupy rockowej KISS wydany w kwietniu 1997 roku.

## Lista utworów
Wersja amerykańska
1. „Detroit Rock City" (Stanley, Ezrin) – 3:38
2. „Hard Luck Woman" (Stanley) – 3:35
3. „Sure Know Something" (Stanley, Poncia) – 4:02
4. „Deuce" (Simmons) – 3:04
5. „Do You Love Me" (Stanley, Ezrin, Fowley) – 3:34
6. „I Was Made for Lovin’ You" (Stanley, Poncia, Child) – 4:30
7. „Calling Dr. Love" (Simmons) – 3:46
8. „Christine Sixteen" (Simmons) – 3:12
9. „Beth" (Penridge, Ezrin, Criss) – 2:46
10. „Strutter" (Stanley, Simmons) – 3:12
11. „Cold Gin" (Frehley) – 4:22
12. „Plaster Caster" (Simmons) – 3:27
13. „Rock and Roll All Nite" (Stanley, Simmons) – 2:53
14. „Flaming Youth" (Frehley, Stanley, Simmons, Ezrin) – 3:00
15. „Two Sides of the Coin" (Frehley) – 3:15
16. „Shout It Out Loud" (Live '96) (Stanley, Simmons, Ezrin) – 3:39

Wersja europejska i australijska
1. „Detroit Rock City" (Stanley, Ezrin) – 3:38
2. „Sure Know Something" (Stanley, Poncia) – 4:02
3. „Love Gun" (Stanley) – 3:16
4. „Deuce" (Simmons) – 3:04
5. „Goin' Blind" (Simmons, Coronel) – 3:36
6. „Shock Me" (Frehley) – 3:47
7. „Do You Love Me" (Stanley, Ezrin, Fowley) – 3:34
8. „She" (Simmons, Coronel) – 4:08
9. „I Was Made for Lovin’ You" (Stanley, Poncia, Child) – 4:30
10. „God of Thunder" (Stanley) – 4:15
11. „Calling Dr. Love" (Simmons) – 3:46
12. „Christine Sixteen" (Simmons) – 3:12
13. „Beth" (Penridge, Ezrin, Criss) – 2:46
14. „Strutter" (Stanley, Simmons) – 3:12
15. „Rock and Roll All Nite" (Stanley, Simmons) – 2:53
16. „Cold Gin" (Frehley) – 4:22
17. „Plaster Caster" (Simmons) – 3:27
18. „God Gave Rock 'N' Roll To You II" (Ballard, Stanley, Simmons, Ezrin) – 5:20

Wersja japońska
1. „Detroit Rock City" (Stanley, Ezrin) – 3:38
2. „Black Diamond" (Stanley) – 5:14
3. „Hard Luck Woman" (Stanley) – 3:35
4. „Sure Know Something" (Stanley, Poncia) – 4:02
5. „Love Gun" (Stanley) – 3:16
6. „Deuce" (Simmons) – 3:04
7. „Goin' Blind" (Simmons, Coronel) – 3:36
8. „Shock Me" (Frehley) – 3:47
9. „Do You Love Me" (Stanley, Ezrin, Fowley) – 3:34
10. „She" (Simmons, Coronel) – 4:08
11. „I Was Made for Lovin’ You" (Stanley, Poncia, Child) – 4:30
12. „Shout It Out Loud" (Live '96) (Stanley, Simmons, Ezrin) – 3:39
13. „God of Thunder" (Stanley) – 4:15
14. „Calling Dr. Love" (Simmons) – 3:46
15. „Beth" (Penridge, Ezrin, Criss) – 2:46
16. „Strutter" (Stanley, Simmons) – 3:12
17. „Rock and Roll All Nite" (Stanley, Simmons) – 2:53
18. „C'Mon and Love Me" (Stanley) – 2:59
19. „Rock Bottom" (Stanley, Frehley) – 3:55
20. „God Gave Rock 'N' Roll To You II" (Ballard, Stanley, Simmons, Ezrin) – 5:20

Wersja meksykańska
1. „Detroit Rock City" (Stanley, Ezrin) – 3:38
2. „Black Diamond" (Stanley) – 5:14
3. „Hard Luck Woman" (Stanley) – 3:35
4. „Sure Know Something" (Stanley, Poncia) – 4:02
5. „Love Gun" (Stanley) – 3:16
6. „Deuce" (Simmons) – 3:04
7. „Goin' Blind" (Simmons, Coronel) – 3:36
8. „2,000 Man" (Jagger, Richards) – 4:53
9. „Do You Love Me" (Stanley, Ezrin, Fowley) – 3:34
10. „She" (Simmons, Coronel) – 4:08
11. „I Was Made for Lovin’ You" (Stanley, Poncia, Child) – 4:30
12. „God of Thunder" (Stanley) – 4:15
13. „Calling Dr. Love" (Simmons) – 3:46
14. „Christine Sixteen" (Simmons) – 3:12
15. „Beth" (Penridge, Ezrin, Criss) – 2:46
16. „Strutter" (Stanley, Simmons) – 3:12
17. „Rock and Roll All Nite" (Stanley, Simmons) – 2:53
18. „I Want You" (Stanley) – 3:02
19. „Plaster Caster" (Simmons) – 3:27
20. „God Gave Rock 'N' Roll To You II" (Ballard, Stanley, Simmons, Ezrin) – 5:20

## Notowania
Album – Billboard (Ameryka Północna)
| Rok  | Lista         | Pozycja |
| ---- | ------------- | ------- |
| 1996 | Billboard 200 | 77      |